# João Manuel Pinto
Pour les articles homonymes, voir João Pinto (homonymie) et Pinto.
João Manuel Pinto Tomé est un footballeur portugais né le 26 mai 1973. Il évoluait au poste de défenseur central. 

## Biographie
João Pinto joue principalement en faveur du FC Porto et du FC Sion.
Il remporte quatre titres de champion du Portugal avec le FC Porto puis devient par la suite le capitaine du FC Sion.
João Pinto reçoit par ailleurs 2 sélections en équipe du Portugal des moins de 21 ans et une sélection en équipe du Portugal A lors de l'année 2002.

## Carrière
- 1990-1992 :  Oriental Lisbonne
- 1992-1995 :  Belenenses
- 1995-2001 :  FC Porto
- 2001-2003 :  Sport Lisboa e Benfica
- 2003-2004 :  CF Atlético Ciudad
- 2004-2007 :  FC Sion

## Palmarès
- Champion du Portugal en 1996, 1997, 1998 et 1999 avec le FC Porto
- Vainqueur de la Coupe du Portugal en 1998, 2000 et 2001 avec le FC Porto
- Vainqueur de la Supercoupe du Portugal en 1996, 1998 et 1999 avec le FC Porto
- Vainqueur de la Coupe de Suisse en 2006 avec le FC Sion

## Statistiques
- 13 matchs et 0 but en Ligue des Champions
- 2 matchs et 0 but en Coupe de l'UEFA
- 191 matchs et 20 buts en 1re division portugaise
- 18 matchs et 1 but en 1re division suisse
- 61 matchs et 3 buts en 2e division suisse
- 11 matchs et 1 but en 2e division espagnole